# Ютюбър
Ютюбър (на английски: YouTuber) е интернет личност, добила популярност с видеоклиповете си в уебсайта „Ютюб“. Някои ютюбъри имат свои фирмени спонсори, които плащат за продуктово позициониране в клиповете им и за създаването на онлайн реклами. Има различни ютюбъри – някои просто правят влог клипове, докато други презентират компютърни игри.

## История
Името на интернет домейна „www.youtube.com“ е активирано на 14 февруари 2005 г. от Чад Хърли, Стив Чен и Джавед Карим, когато работят за PayPal. Първият ютюб-канал „Jawed“ е създаден на 23 април 2005 г. от съоснователя на „Ютюб“ Джавед Карим. През октомври 2005 г. „Ютюб“ представя възможността за абониране за канали. Ню Йорк Таймс твърди, че повечето видеоклипове в „Ютюб“ до 2006 г. са фокусирани върху различни форми на талант, като се позовават на back-flip каскади, lipsync и таланти на други хора, които се качват чрез клипове като Saturday Night Live. Към юни 2006 г. утвърдените холивудски и музикални компании започват да установяват официални бизнес връзки с таланта на „Ютюб“ „homegrown“ (първият, смятан за комик) – Броук „Броукърс“ Бродак (чрез Карсън Дали), след това певеца Джъстин Бийбър чрез Ъшър). През 2007 г. „Ютюб“ стартира своята „Партньорска програма“ – споразумение за споделяне на приходи, което позволява на „Ютюб“ да печелят от видеоклиповете, които са качили в „Ютюб“.
До октомври 2015 г. вече има повече от 17 000 канала в „Ютюб“ с повече от 100 000 абонати, от които около 1500 с повече от един милион.

## Влияние
Според многобройни проучвания, ютюбърите са се превърнали във важен източник на информация и забавления. Влиятелните ютюбъри често се описват като микро знаменитости. Тъй като „Ютюб“ е широко разпространена платформа за социални медии, микро знаменитостите не изглежда да са свързани с установената търговска система, а по-скоро изглеждат самоуправлявани и независими. Този външен вид от своя страна води до това, че ютюбърите се възприемат като автентични, благодарение на пряката връзка между изпълнителя и зрителя, възползвайки се от „Ютюб“.
През 2014 г. се провежда проучване от университета на Южна Калифорния сред 13 – 18 годишните в Съединените щати за това дали 10 знаменитости в „Ютюб“ или 10 традиционни знаменитости са по-влиятелни. Когато се повтаря през 2015 г., проучването открива шест от ютюбърите на първите места.
Няколко известни ютюбъри и тяхното влияние са теми на научни изследвания, например Zoella и PewDiePie.

## Търговски успех
Успехът на видеоклиповете си в „Ютюб“ превръщат ютюбърите в цел на корпоративните спонсори, които плащат, за да бъдат включени във видеоклиповете. През 2015 г. „Форбс“ съобщава, че PewDiePie, е спечелил 12 милиона щатски долара през 2014 г. – повече от някои популярни актьори като Камерън Диас или Гуинет Полтроу.

## „Ютюб“ плейбутони
„Ютюб“ плейбутоните се дават като награда за точно определен брой абонати.
1. Сребърен бутон се дава за 100 000 абоната
2. Златен бутон се дава за 1 000 000 абоната
3. Диамантен бутон се дава за 10 000 000 абоната
4. Рубинен бутон се дава за 50 000 000 абоната
5. Бутон от червен диамант се дава за 100 000 000 абоната

За сега единствените ютюбъри с плей бутон от червен диамант са T-Series, Cocomelon - Nursery Rhymes, SET India, PewDiePie, MrBeast, Kids Diana Show.